# RAF Maintenance Command
Das RAF Maintenance Command war zwischen 1938 und 1973 das Kommando für Instandhaltung der britischen Royal Air Force (RAF) und damit für die Instandhaltungs- und Wartungseinheiten zuständig.

## Geschichte

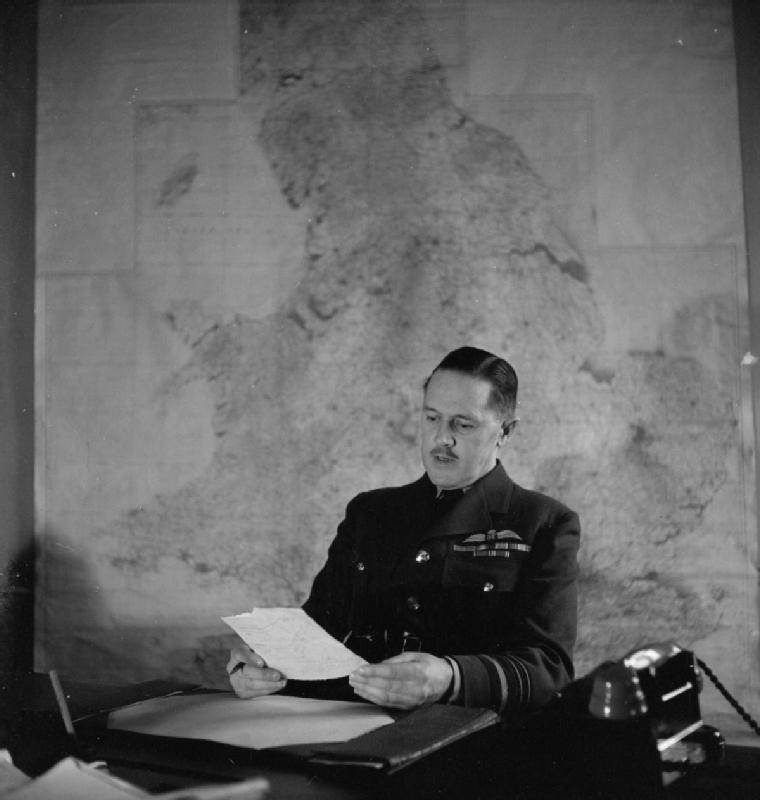
Air Marshal John Bradley war zwischen 1938 und 1942 erster Kommandierender General des RAF Maintenance Command

Das RAF Maintenance Command wurde am 1. April 1938 gebildet, um eine gemeinsame Zuständigkeit für die in Großbritannien ansässigen Instandhaltungs- und Wartungseinheiten zu schaffen. 
Innerhalb des Kommandos wurden im Januar 1939 am 1. und 3. Januar 1939 vier Gruppen mit zugewiesenen Zuständigkeiten für Ausrüstung, Flugzeuge, Bewaffnung und Treibstoffe sowie Instandhaltung und Bergung gebildet. Die am 3. Januar 1939 gebildete No. 40 Group RAF war für die komplette Ausrüstung der RAF mit Ausnahme von Bomben und Sprengstoffen zuständig. Für die Versorgung der Luftstreitkräfte mit Treibstoffen und Munition war die No. 42 Group RAF verantwortlich. Mit Beginn des Zweiten Weltkrieges und der Luftschlacht um England wurde 1940 die technische, nicht jedoch die verwaltungsmäßige Kontrolle der für Beschaffung und Verteilung von Flugzeugen zuständige No. 41 Group RAF sowie die für Bergung von Flugzeugen und Ausrüstung verantwortliche No. 43 Group RAF dem Ministerium für Flugzeugproduktion (Ministry of Aircraft Production) übertragen. Ab dem 7. Oktober 1940 wurde die operative Kontrolle der Bergung einer Einheit der No. 43 (Maintenance) Group RAF übertragen, die sogenannte No. 43 Group Salvage RAF mit Hauptquartier bei dem Automobilhersteller Morris Motor Company in Cowley. Das Verwaltungshauptquartier wurde später ins Magdalen College der University of Oxford verlegt. Instandhaltungseinheiten für die Bergung waren für weite Gebiete des Landes zuständig.
Nach Kriegsende wurde die Verantwortlichkeit für diese Gruppen wieder dem RAF Maintenance Command übertragen, nachdem die Zuständigkeiten des Ministeriums für Flugzeugproduktion dem Beschaffungsministerium (Ministry of Supply) übertragen wurden. Als die RAF in den 1950er Jahren mit der Ausstattung von Einheiten mit der Blue Danube-Bombe begann, der ersten britischen Kernwaffe, erfolgte dies durch die No. 40 Group RAF durch eskortierte Straßenkonvois zum Luftwaffenstützpunkt RAF Wittering, zur Atomwaffenforschungsanstalt AWRE (Atomic Weapons Research Establishment) auf dem RAF Aldermaston, zu den Sprengstoff- und Kampfmittelfabriken (Royal Ordnance Explosives Filling Factory (ROF))  Burghfield und Chorley sowie zum Royal Arsenal in Woolwich. Im November 1960 wurde der Grundstein für den Bau des neuen Hauptquartiers des RAF Maintenance Command auf dem Militärflugplatz RAF Andover durch den damaligen Kommandierenden General des Kommandos, Air Marshal Douglas Jackman, gelegt.
Nachdem am 2. Januar 1956 die No. 42 Group RAF und die No. 43 Group RAF aufgelöst wurden, folgten am 21. Juli 1961 die No. 41 Group RAF sowie zuletzt am 28. Juli 1961 die No. 40 Group RAF. Danach setzte sich das Kommando im Wesentlichen aus Instandhaltungseinheiten (Maintenance Units) zusammen, die auf einzelnen Luftwaffenstützpunkten bestanden. Am 31. August 1973 wurde das RAF Maintenance Command in Luftunterstützungskommando (RAF Support Command) umbenannt und um die No. 90 (Signals) Group RAF erweitert.

## Befehlshaber
Das RAF Maintenance Command unterstand einem Generalleutnant (Air Marshal) als Kommandierendem General AOC-in-C (Air Officer Commander-in-Chief) entsprechend dem heutigen NATO-Rangcode OF-8. 
| Amtszeitbeginn    | Dienstgrad  | Amtsinhaber             |
| ----------------- | ----------- | ----------------------- |
| 31. März 1938     | Air Marshal | John Bradley            |
| 5. Oktober 1942   | Air Marshal | Grahame Donald          |
| 9. April 1947     | Air Marshal | Cyril Cooke             |
| 15. Oktober 1949  | Air Marshal | Thomas Warne-Browne     |
| 20. Dezember 1952 | Air Marshal | Leslie Harvey           |
| 16. Januar 1956   | Air Marshal | Richard Jordan          |
| 5. Mai 1958       | Air Marshal | Douglas Jackman         |
| 1. März 1961      | Air Marshal | Leslie Dalton-Morris    |
| 4. Juni 1963      | Air Marshal | Norman Coslett          |
| 2. Juli 1966      | Air Marshal | Kenneth Porter          |
| 13. April 1970    | Air Marshal | John Samuel Rowlands    |
| 2. Juni 1973      | Air Marshal | Reginald Harland        |
| 31. August 1973   |             | Auflösung des Kommandos |

## Hintergrundliteratur
- Robin D. S. Higham: Unflinching Zeal: The Air Battles Over France and Britain, May-October 1940, S. 131 f.
- C. Crowley: Aspects of Industrial Hygiene in Maintenance Command Royal Air Force, Royal Society of Medicine, 1951
- Eric G. Ayto: The Years Between: Memories of the London Blitz and RAF Maintenance Command During World War Two, Athena Press, ISBN 978-1-84748-105-4